# Popowia coursii
Popowia coursii là một loài thực vật thuộc họ Annonaceae. Đây là loài bản địa đảo Madagascar.